# 釋道悟
釋道悟（1151年—1205年），號佛光，陝西蘭州（今中國甘肅省蘭州市）人，俗姓寇，為南宋鄭州普照寺沙門。

## 生平
道悟法師出生時即齒髮俱長，具大人相，十六歲時力求出家，但父母不許，法師絕食幾死以表決心，父母不捨，便讓他到鄉里的寺裡剃髮出家。
兩年後到宿臨洮灣子店住宿，夜夢一梵僧，振聲喚覺，忽聞馬嘶，豁然大悟喜不自勝。說偈曰：「見也羅、見也羅，遍虛空只這個。」法師回家後告訴母親：「某於途中拾一物。」母問：「何物。」師曰：「無始來不見了的。」母掌曰：「何喜之有。」法師遂辭欲參方去。母又問法師：「汝將何之。」法師答曰：「水流須到海。鶴出白雲頭。」。
熊耳山有白雲海禪師，住古剎不收一徒，人問和尚怎麼不擇一位法嗣弟子呢？海和尚說他在行腳路上快到了。道悟海師快到時，海和尚命侍者鳴鐘集眾說，本寺原是郭子儀所建，今天他自來住持，你們當迎接，故有道悟法師為郭子儀再來之說。道悟法師方入寺門，海遠遠看到法師便說：「相公來何暮也。」法師進前回諾，海公和尚大笑，授予衣法傳承法嗣，自己退下住持位，由道悟法師接任住持，居於寺側。金朝大定二十四年（1184年），海公圓寂，道悟法師才出山到鄭州主持普照寺，後又遷錫三鄉竹閣庵。
金章宗泰和五年（1205年），法師於臨洮大勢寺結夏安居，講《圓覺經》時對大眾說：「此席將半，吾當行矣」五月十二日晚上小參，為大眾談第一義諦。天剛亮時，法師呼侍者說：「我病了，拿藥去。」侍者剛走出門，法師已圓寂。此時，法師寮房上空有五色祥雲盤結遮蓋，紅光如日普照四方三日不散。法師圓寂時世壽五十五歲，僧臘三十九，弟子們將道悟禪師全身建塔安奉。

## 法嗣

### 師長
- 白雲海